# Département d'Anta
Pour les articles homonymes, voir Anta (homonymie).
Le département d'Anta est une des 23 subdivisions de la province de Salta, dans le nord-ouest de l'Argentine. Son chef-lieu est la ville de Joaquín Víctor González.
Le département a une superficie de 21 954 km2. Sa population s'élevait à 49 841 habitants en 2001.

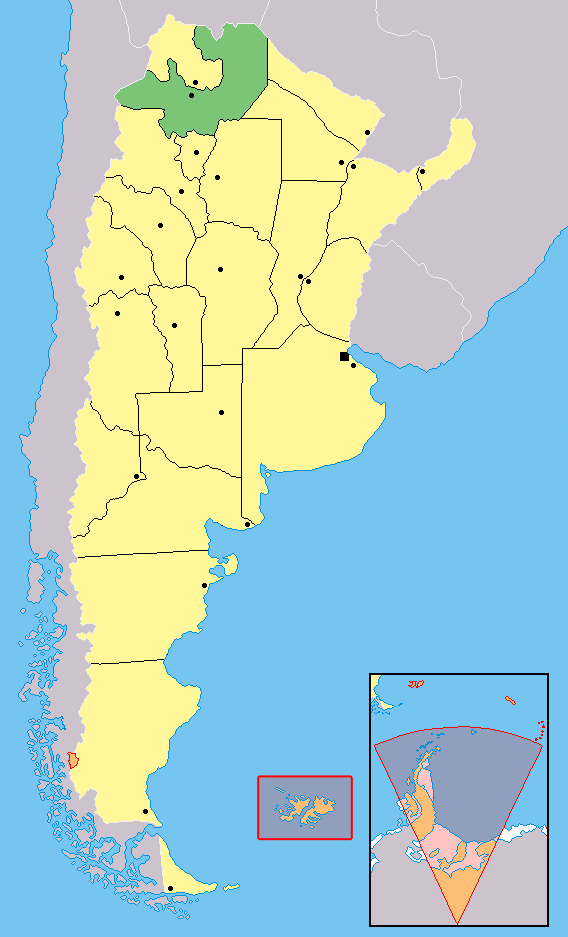
Localisation de la province de Salta en Argentine

## Villes et localités
- Apolinario Saravia
- El Quebrachal
- General Pizarro
- Joaquín Víctor González, chef-lieu
- Las Lajitas